# 魁!!クロマティ高校
『魁!!クロマティ高校』（さきがけ クロマティこうこう）は、野中英次による日本の漫画。またそれを原作とする同名のテレビアニメ、実写映画。略称は「クロ高」。

## 概要
漫画は講談社『週刊少年マガジン』にて2000年34号から2006年24号にかけて連載された。2002年、第26回（平成14年度）講談社漫画賞少年部門受賞。単行本は全17巻（講談社コミックス）。2007年には作者の前作『課長バカ一代』と共に小説化されている。2010年にはKPC版が発売されている。2005年6月時点で累計発行部数は450万部を突破している。
真面目で成績優秀な主人公神山が、悪の巣窟クロマティ高校に、不思議な経緯で入学してしまうということから始まるギャグ漫画。個性的なキャラクターたちや、野中作品から終始漂う脱力系のお笑いが受け、野中英次の出世作となる。後期のエピソードの多くは、もはや高校という舞台が関係なくなってくるなど、良くも悪くもぶっ飛んだ作品として進んでいく。
作品の全盛期では「人の心理」をテーマに使ったエピソードが多かった（もっともそれは野中作品全てに通ずるものがあるが）。タイトルは当初は映画名をもじったものだったが、中期から後期に入るとロックの曲名から取ったものが多い。サブタイトルやおまけページなどいたるところに小ネタが入っている。
後の『未来町内会』には受け継がれなかったが、最後のページに担当のオチに対するコメントをつけており、笑いのツボの一つとしてコミックスにもそのまま掲載されている（通常の漫画作品では次回予告やあおりをつけており、コミックスでは削除される）。公式ガイドブック『クロマティ高校入学案内』（後述）では、担当が過去に載せたあおり文を振り返る企画が掲載された。
また、ニッポン放送のラジオ番組『ナインティナインのオールナイトニッポン』では、かつてこの作品のパロディとして「あとのり!クロマティ高校」というコーナーがあった。
2018年10月27日よりスピンオフ続編「クロマティ高校 職員室」（ネーム原作・野中英次、作画・井野壱番）がWEB漫画誌「マガジンポケット」で連載されている。

## あらすじ
東京都立クロマティ高校、そこは選りすぐりの不良たちが揃う、「ワルのメジャーリーグ」とも言われるほど恐れられている高校である（そして驚くほどのバカぞろいでもある）。
主人公・神山高志は優等生ながらも、中学時代に助けてもらった親友と同じ高校に行くため「引き算ができれば入学できる（しかも面接がない）」というクロマティ高校を受験したのであったが、なんとその親友は不合格となってしまったため、結局神山1人が入学してしまう。それでも挫けず通っている内に、究極のバカ林田慎二郎や影の薄い前田彰、茶筒型のロボット番長メカ沢新一や、高校生なのか日本語が通じるのかすらわからないフレディ、それどころか明らかに本物のゴリラであるゴリラ（豪ヒロミ）、喧嘩は強いが乗り物に弱い竹之内豊、大財閥の息子・北斗武士と名前を名乗ろうにも必ず妨害が入るため名前を名乗れない子分など、クセの強い友人や仲間が増えてゆき、この異常な学校にも馴染んでいった。彼らと共に学校生活を送るうち、神山の校内における立場も向上していく。
そんな中で、クロ高と敵対するバース高校の不良に捕らえられた前田を救出に向かったり、修学旅行の飛行機をハイジャックされてしまったり、唐突に野球部を結成してみたり、林田が謎の地底帝国で迷ったり、相撲部に参加したりなど、奇抜な高校生活をそれぞれ満喫するようになっていく。

## クロマティ高校沿革
単行本第1巻にはクロマティ高校の沿革が書かれている。そして、入学案内でさらに加筆された。
- 1923年：東京府立第四十九中学校創立。東京府師範学校教頭、水原茂之進が初代校長に就任。同年、関東大震災で校舎早くも全壊。
- 1930年：初代総番長に河上哲春就任。「喧嘩相手が止まって見えた」との名言残す。
- 1943年：都制施行に伴い、校名を東京都立第四十九中学校と改称。
- 1944年：第一回最強決定武闘会開催。空襲により勝者決まらず。
- 1945年：終戦。
- 1946年：有志がGHQに喧嘩を売りにいくもガムをもらってなだめられて帰宅。学校側には厳重注意。
- 1948年：新制高等学校制度実施により東京都立第四十九高等学校と改称。
- 1950年：東京都教育委員会規則第一号により、校名を東京都立クロマティ高校と改称。
- 1951年：クロマティ高校PTA誕生。
- 1952年：新校舎落成式。
- 1956年：体育館、及びプール落成式。
- 1958年：初の文化祭を開催。集団食中毒事件発生。以後5年間文化祭自粛。
- 1960年：「第一回東京都番長連合会議」本校主催で行われる。番長・永島重夫「クロマティは永久に不滅」の言葉残す。
- 1961年：永島重夫、その功績をたたえ「永久名誉番長」となる。
- 1963年：最強決定武闘会で、優勝者が手続きミスのため優勝取り消しに。 名前の書き忘れで書類に不備。
- 1966年：生徒会で学校への凶器持ち込みが正式に禁止される。
- 1968年：卒業式に警察介入。「5 VS 5異種格闘技戦」に発展。
- 1969年：京都への修学旅行で、教師も含めて学校丸ごと迷子になるという前代未聞の事件勃発。
- 1970年：「番長連合会議」を「番長サミット」に改称して開催。
- 1971年：学生運動に一枚噛もうとするも、趣旨が理解できず脱落。
- 1974年：PTAからの圧力に反発した学生が決起。PTA対クロ高生のボクシング対決へ。代表者が両者KOで決着つかず。 以後ボクシングによる更生が図られる。
- 1975年：クロマティ高校、全国高等学校野球選手権大会で初の予選二回戦進出。
- 1978年：第一回合唱コンクール開催。「夢は夜ひらく」を歌った2年3組優勝。
- 1979年：入学試験の日にちを学校まるごと間違える。結果この年は試験は行われず希望者は全員入学。後に「空白の一日」と呼ばれる。
- 1980年：伝説の「謎の校舎大爆発事件」起こる。以後二週間の学校閉鎖。
- 1981年：校舎全面改築。
- 1982年：最強決定武闘会の優勝旗盗まれる。
- 1985年：クロ高初の大学進学者が出る。山車や御輿で祝う。
- 1987年：またしても学校丸ごと入学式の日にち間違える。新入生大混乱。
- 1995年：交換留学生制度開始。海外の学校との遺恨勃発。
- 1997年：第一回クロ高フィルムフェスティバル（CFF）開催。優秀作品に「高三 ゴッドファーザー」と「そうはいっても18歳」。
- 1998年：運動会が行われたが、近隣の住民がヤクザの抗争と勘違いし警察に通報。騎馬戦でパトカー暴走。怪我人多数。
- 2001年：学校に突如隕石が飛来。校舎全壊。

その後、校舎に再び隕石落下（フレディが連れ去られる）、修学旅行機がハイジャックされる（竹之内連れ去られる）、野球部の青木ヶ原での遭難、火事で校舎全焼、三度隕石落下などの出来事が起きている。
なお、実際には「東京府立第○○中学校」が付与されて建設された学校は、東京府立第二十三中（のちの大森高校））までしかない。四十九は元野球選手ウォーレン・クロマティの巨人(読売ジャイアンツ)時代の背番号にかけたものである。
1922年には府立八中（のちの小山台高校）が設立されている（旧制中等学校・新制高校のナンバースクール一覧より）。
原作では共学と紹介されているが実際は男子生徒しかおらず、小説版では男子校とされている。だが小説版終盤では海外の調査によってそもそも学校ではないとまで言われてしまう。それでも神山たちが小説版の中で行った文化祭（2年秋）を境に優秀な生徒が少しずつ集まり、20年後には都内有数の進学校となったという。

## 登場人物
原則として声はアニメ版、ドラマCD版の声優。演は実写映画版での出演者。

### 都立クロマティ高校

#### 神山高志の周辺人物
神山 高志（）
声 - 櫻井孝宏、林原めぐみ（2話ピョコラ・アナローグ三世として一言のみ）/ 演 - 須賀貴匡
一応この作品の主人公。話の最初に「前略オフクロ様」との書き出しで母親に手紙を書くシーンがあるため、母親と別居している模様（野中が「前略 - 」を使いたかっただけで、「何も考えていない」とも解説されている）。中学時代は優等生だったが、あることをきっかけに不良の集うクロマティ高校に入学してしまう。連載当初は真面目な性格でツッコミ役に回ることが多かったが、段々とボケの部分が強調されていくようになり、さらに「涼しい顔で、よく考えるとかなりヒドいことを言っている」が持ち芸になった。そのため、悩みを抱える生徒（特に竹之内やメカ沢）に知らず知らずトドメを刺すような行動が目立ち、さらにはスプレーで他校に「神山参上」と描いたり、バイクの無免許運転で逮捕されるなど、クロマティ高校で一番のワルとも言える存在になってゆき、下級生からも「本当はすごく悪い人」と思われている。また、一度思い込むとどんなにおかしなことでも平然と発言することが多々あり、周囲も大概ノリで真に受けてしまう。一人称は「僕」。連載初期には稀に「俺」を使うこともあった。
当初は見慣れないワルたちに囲まれて怯えていたがいつの間にか平然と生活していること、さらにそのワルたちからも一目置かれていることからも、適応能力は極めて高いことが分かる。ラジオ番組に「ハチミツボーイ」の名で投稿しているハガキ職人。また腹話術もできる（相棒はポール君）。自宅はクロマティ高校に近いが乗り物が大好きなため、バスで通学している。「一応主人公」とはいえメインキャラクターのはずなのだが、回を追うごとに登場頻度が減少。最長で7週間出てこなかった。また、巻を追うごとに周囲に対する目線は鋭く冷たい（というより無関心な）ものになっていく。最初は暴力反対を訴えていたが、後半になると平然と人を殴ることも多くなった。誕生日は6月27日。座右の銘は「質実剛健」。苦手科目は体育。尊敬する人物はビートたけし、ビートきよし。好きな音楽はマイケル・ジャクソン。第3巻の履歴書の本人希望記入欄には「実はさっさと転校したくてたまらない」と書いているものの、結果的に一番クロ高に馴染んでいる。
神山という苗字は、野中が「たまたまテレビで付けていた競輪中継で「神山」の実況を聞いて名付けた」と言っている。
林田 慎二郎（）
声 - 鈴木琢磨 / 演 - 虎牙光揮
劇中では主にボケ担当。モヒカン頭だが実はカツラで、本当の髪型は七三分け。家族がエリート揃いで、厳格な家庭に生まれ育った。そのため、親の前ではカツラを外しているらしい。カツラにした理由は、前述のような家庭に反発したからだが、兄の前ではカツラを付けている（『課長バカ一代』の林田と同名だが顔も設定も別人）。バカで飽きっぽいが、女にはモテる。
誕生日は12月25日。座右の銘は「ノーフューチャー」。原付免許取得、バイトでバイクを運転していたこともある。尊敬する人物はアントニオ猪木。好きな音楽はザ・クラッシュ、サッチモ。趣味がゴルフとジャズで、理由は「どっちもスウィングするから」。その上で本作では「前田の家に集団で押し掛けて迷惑をかけるのが好き」という悪趣味な面もある。引き算ができないのにクロマティ高校に入学できた究極のバカで、年賀状に自分の名前を「はやしだしんいちろう」と書き間違えたことさえある。また、メカ沢をロボットと真っ先に気付いているのに、マスクド竹之内のことは全く気付かなかった。後述のゴリラ(豪ヒロミ)初登場回では、チンパンジーの知能テストすら解けないバカっぷりを見せつけていた。記憶喪失になるとそれなりにまともになる（記憶喪失にならなくても急にまともなことを言うことはある）。ボクシング部に入部していたが、部員が林田一人しかいなかったために廃部になり、甲子園に行きたくて野球部を立ち上げる。アニメ版では髪の毛が心情に合わせて自由自在に動いたり伸び縮みしている。口癖は「ところで、話は変わるけどよ」。単行本3巻の履歴書では、大阪の私立小学校に入学後、福岡県・東京都と2回転校しており、小学校はシピン区立第三クロマティ小学校卒で、中学も同じ。
前田 彰（）
声 - 稲田徹 / 演 - 山本浩司
自分でも「日々喧嘩に明け暮れ、口より先に手が出る正真正銘のワル」と言ってのける硬派な不良のハズだったが、環境が環境なのですっかりツッコミ専門キャラになってしまった。作品では一番の常識人だが、単に他の人物があまりにもバカすぎるので、相対的に常識人に見えてしまうだけともとれる。何かと自宅を神山たちに占拠され、バース高校の生徒に拉致され、そしていつも助けが来ないまま放っておかれるなど、作中では一番損な役回りである。一応ケンカは強く、負けたことは一度もない上に、1対5で勝ったこともあるほか、足の速さも自慢（しかし、バイク化したメカ沢に負ける）。10巻ではヤクザ相手に多少ながら善戦した。ゴリラとの別れを誰よりも惜しむ、林田の無意味な画像メールを楽しみにするなど、人情に厚く義理堅い面もある。北斗の子分が「カミソリドラゴン」とのあだ名を命名したが誰もその名で呼ばず、後期にはほとんど出番が無くなった。両親共に同じ顔をしており、母親の顔は見ただけで不良が土下座するほどの恐ろしさ。姉はすでに結婚している。彼もまた『課長バカ一代』からの継続出演で、作者曰くドムとリック・ドムほどの違いしかないらしい（課長バカ一代 子供用の文中による）。
誕生日は8月8日。座右の銘は「四面楚歌」。自動二輪免許取得。得意科目は図工。尊敬する人物は両親。好きな音楽はエリック・クラプトン、ビートルズ。
メカ沢新一（）
声 - 若本規夫、かないみか（初期化時）、内藤玲（OS変更時） / 映画版の声 - 武田真治
ドラム缶型のロボットのような外見で、油をさしたり、頭の中をドライバーでいじっていたり、頭に初期化ボタンがあったり、体内にコンピューターが備わっていたり、体の形が変わったりする。
義理人情に厚く男らしい硬派の中の硬派で、物理的にも硬い。放電攻撃やドリルなど、普通の人間では不可能な技を持つ（実写版ではビームも撃っていた）。初めは神山や林田たちは普通の高校生ではないかもしれないとにらんでいたが、彼のクラスメートは全く気づいておらず、神山たちもツッコまないようになった。しかしその割にはロッカーや自動販売機と見間違われたりしている。大層頼りになる男だが、メカの扱いだけは苦手で自身も機械オンチだと語っている（ただしバイクには乗れる）。またスイミングに通っている。アニメ版では見た目と違って渋い声であることがギャグになっており、ワケあってバイクになった時にもエンジン音などは担当した若本が台詞としてあてていた。『課長バカ一代』に彼の原型となった「ボブ」というロボットが登場している他、『未来町内会』にも「地球温暖化防止装置」という名前で登場する。
ドラマCDでは神山たちに初期化された後、OSが変更された際、奇妙な性格になっていた。
誕生日は1月1日。座右の銘は「人間だもの」。得意科目は美術・現代国語。尊敬する人物は高倉健、鶴田浩二。好きな音楽は吉田拓郎（人間なんて）。嫌いな物は甘い物。
作中の人気キャラクターの一人とされるが、野中は「壊したい」「ジャマ」「あんなのに人気があるわけがない」と否定している。
『コミックボンボン』では彼を主役とした漫画『メカ沢くん』が連載されていた。
フレディ
声 - なし / 演 - 渡辺裕之
1年3組生徒。面識の無い人物からは「プロレスラーみたいな奴」と言われている。口髭を生やした彫りの深い顔と、学校でも制服ではなく上半身裸（またはシャツ）でサスペンダーつきのズボンというスタイルの高校生どころか、そもそも日本語が通じるのかすら分からない謎の男。「フレディ」という名前はあくまで神山たちが付けた名前であり本名は不明。竹之内の海外マフィアエピソードで、彼とは別にマーキュリーという人物が登場した。見た目はフレディとほとんど同じだが、こちらは普通に会話をしている。マーキュリーは自らを「日本嫌い」と称しているが、やたらと日本に詳しい。
別に何かをするわけでも言うわけでもない（原作では喋らないが、実写版では「え?」と言うだけのセリフがある）が、よく神山たちと行動を共にしている。普段は寡黙だが親切で、神山たちと談笑する際に時折笑みを浮かべたりもする。ヤクザを張り手一発で倒すほどの腕力を持っており、ケンカは強い。特技は歌らしく、時々登場人物の求めでスタンドの無いポールだけがあるマイクで歌うが、歌詞が出てこないので何を歌っているのかは不明。読者に分かるのは、歌う際は楽しそうに熱唱しており、彼がクロ高メンバーが聴き惚れて感動の涙を流すほどの優れた歌唱力を持っていることだけである。
また、「黒龍号」という名の馬を飼っていて、乗って登校してきたり修学旅行にも連れて行っている（かなりの暴れ馬で、前田や子分の頭にかじりついたことがある。しかし頭は良く、人の言葉を理解できる）。かなり大きな馬で、バース高の竹城の見立てではひづめのサイズが象の足跡ほどもある。座右の銘は「ロック・ユー」。血液型はB型（林田調べ）。
物語序盤で林田は「フレディがいる限りクロマティ高校は毎日がワルのオリンピック状態」と認識していており、北斗の子分（後述）が「竹之内、フレディ、ゴリラの2人と1匹が1年を仕切っている」という調査結果を出していた。
なお、セガ（後のセガ・インタラクティブ）のアーケードゲーム『三国志大戦』において、オフィシャルカードバインダーのおまけとしてフレディのカードがついてきた（名前は典韋と表記されているが、外見はフレディであり、着ているシャツに「フレディ」と書かれていた）。このカードにおいては無口ではなく、「うおおおおおおおおお」といった言葉を話すようになっている。
ゴリラ / 豪 ヒロミ（）
声 - なし / 演 - 四方宗
1年3組生徒（？）のゴリラ。どこからどう見ても本物のゴリラ。「んゴ？」と一応喋る。なぜ高校にいるのかは謎。いつからいるのかも謎。
名前の豪ヒロミについては林田に名づけられるが作中で呼ばれる名称は「ゴリラ」のままだった。
普通に切符を買って通学したり、お年寄りに親切にしたり、弁当（魚）を持ってきたりと知能は高いらしい。ある意味では神山たちよりも頭が良く、純真な心を持つかなりイイ奴。フレディとは謎つながりで仲良し。一時期寿司屋で働いていて、店主や同僚からはかなり高い評価を得ていたが、動物園ではなく保健所に引き取られた。最初に登場した時から比べると、頭頂部がだんだんハゲてきている。どこからか他のゴリラを連れてきて最大4頭に増えたこともある。後期では神山がマジックショーで相撲部の部長をゴリラに入れ替えた。しかし、そのまま部長がどこかへ消えてしまい、このゴリラを相撲部部長として迎えることになった。県大会にまで出ようとしたが、反則負けにされた。実写版の公式サイトのキャスト紹介では年齢が「16ゴリ歴」と書かれている。
マニエル高校の藤本のオフ会に参加していたが、そのときはパソコン関係の言葉には興味を示さず、「バナナ」という言葉などに反応していた。しかしネット世界では饒舌な模様。
小説版のラストの同窓会のシーンでは、ゴリラとして寿命が来たためか剥製となっている。
竹之内 豊（）
声 - 内藤玲 / 演 - 高山善廣
偏差値60で英検1級を取るほど頭もよく、ケンカに強く、人望も厚い、何をとっても一流のクロ高のウラ番。その存在はデストラーデ高やバース高からも「キレたら手がつけられない」と恐れられているほど。しかしウラ番という威厳とは裏腹に、日光や太宰府への観光旅行を好むなど妙に渋い趣味を持っている。ハイジャック事件の際に巻き込まれてアメリカに来てしまい、一時はニューヨークマフィアのボスになったようだが、しばらくして無事に帰国。実写版ではハイジャック犯のボスになってしまい、100億単位の身代金を突きつけて降りようとするもあっさり要求が通ってしまい、南国の島に流れ着いた挙句原住民のブサイクな女性と結婚させられそうになるが、イカダで脱出してそのまま日本に帰国。
とにかく乗り物酔いが酷く、最大の弱点になっている（ただ、いつも限界になると嘔吐する前に失神してしまうため、自身が乗り物に弱いことは周囲には辛うじてバレていない模様）。先に挙げた頭のよさにもかかわらず自宅から近いクロマティ高校に通学しているが、後に少しずつ克服できている（戦車、自転車、ローラースケート、ロードローラーなど）。ウラ番を仕切るだけありどんな相手でも物怖じはしないが、神山だけは例外であり、彼が良かれと思ってやっている行動で毎回酷い目に合わされているので、自分の命を狙っているのではないかと疑心暗鬼になってしまい、できるだけ避けている。作品当初は頻繁に登場していたが9巻以降は登場しなくなった（17巻の表紙には登場している）。誕生日は5月5日。座右の銘は「一年の計は元旦にあり」。尊敬する人物はバスとタクシーの運転手。好きな音楽は演歌。外見は『ドリーム職人』の河村など作者の描く悪い人物の顔となっている。
帰国後、公衆トイレでの争いをきっかけに林田と親友モードになっており、乗り物酔いの悩みを打ち明けるも、林田が乗り物酔いという単語自体を知らなかったことに愕然とした上、林田によってジェットコースターに乗せられる荒治療を受けた（この後吐いたらしい）。また林田が自分のモヒカンヘアが実はヅラだということを最初にカミングアウトしたのも竹之内である。
マスクド竹之内（）
声 - 黒田崇矢 / 演 - 板尾創路
本名および国籍不詳。元ハイジャック犯。クロマティ高校の修学旅行に使われる飛行機をハイジャックした際に竹之内と共に海外へ逃亡したはずが、いつの間にか入れ替わって竹之内の代わりに学校に通っている。後半になるにつれ、本物の竹之内より出番が多くなっている。明らかに竹之内とは体格が違っているが「竹」と書かれたマスクを着用しており、誰にも気づかれずに普通に竹之内として学校で馴染んでいたが、実は林田以外全員が偽物だと知っていた。竹之内がいない間は竹之内の家に自然と居座っており（家族も他人だと知っていた模様）、本物が帰ってきた後も竹之内の家に居座っている（ただし、本人には頭を下げて居候を頼み込んだことがあった）。結構堅物な性格で真っ当な人生訓を説いたり、暗算や力仕事が得意。ただ若干おっちょこちょいな部分もあり、マスクをかぶり忘れて学校でクラスメイトを諭したり、マスクをかぶったままシャワーを浴びてバイトの面接に行ったこともある（そのバイト先に採用され、後に「マクラ道」の免許皆伝を得る）。
ハイジャック以前は冤罪でメキシコの刑務所に入れられていたことがある。相撲部に入部し最初はやる気がなさそうにしていたが、その実けっこう才能があったらしく、バース高との練習試合では五人抜きを成し遂げる。いつの間にか「相撲が天職に思えるほどだ」と言うコメントと共に、かなりの激太りをしたが、16巻で元に戻る。またマスクを外して、同じくカツラを外した林田と同じバイト先で仕事をしていたが、互いに気づかなかった。スペイン語を話すことができ、化学兵器にも詳しい。尊敬する人物はミル・マスカラス。好きな音楽はラテン系。苦手なのは高い所で、また本物の竹之内と同様に乗り物酔いする一面もある。実写版では誤ってマスクをしないまま神山たちの前に姿を現してしまい、誰なのか分かってもらえなかった。
北斗 武士（）
声 - 森訓久 / 演 - 金子昇
私立・レジースミス高等学校（その他数々の高校）の理事長の息子。北斗財閥御曹司。当初はクロ高制圧を企んでいたが、いつの間にか神山たちと行動を共にするようになる。尊大かつ不遜な性格で、大衆を「豚」と呼ぶ。おかげで友達はあまりいない。窮地に陥るとバレバレな嘘をつく癖があり、嘘を上塗りしすぎて自分の首を絞める結果になることが多いが、クロマティ高校の面々があまりにバカなため、最後まで嘘が通ってしまう上、彼らが嘘を信じ込んだ結果としてさらに泥沼に陥ることも。お金持ちで大衆を豚呼ばわりする割には、カラオケが好きだったり、ディスカウントショップで買い物を済ませたりなど、庶民的な一面もある。野球ではバントがかなり下手らしい。誕生日は7月7日。座右の銘は「天上天下唯我独尊」。尊敬する人物はジンギスカン、始皇帝など。好きな音楽はワーグナー。実際は父親が理事長を務めるレジースミス高校を制圧するはずだったが、間違えてクロマティ高校に転校してしまった上に、林田の指摘（クロ高は都立であるため、理事長はいない）で本人も初めて気付いた。歌が上手いが、人前で歌を歌うのは好きではない。持ち歌は「さざんかの宿」。実写版では妹がいるかのような描写があるが、登場はしない。
北斗の子分（）
声 - 陶山章央 / 演 - 島根さだよし
北斗についてきた子分。北斗とは中学時代からの付き合いであり、当初は北斗と対等であったが北斗が時代劇口調で話していることからいつの間にか雰囲気に飲まれて敬語を使うようになってしまったと前田に対してのみ明かしている。一方で北斗軍団が危機に陥っている時には北斗に対する忠誠心を露わにした。名前を名乗ろうとしても誰にも聞いてもらえず、またはいちいち何かが起こって邪魔をされ、北斗にすら忘れられている。常に周りからは「オイ」や「お前」や「キミ」と呼ばれるが、誰も名前に興味がないため触れられることすらなく、林田から「お前の名前は『北斗の子分』だ。それで定着してしまっている」と断言される。他にも目だって他人の注目を集めようとしては失敗している。地球人に自己紹介するのを諦め、宇宙人に自己紹介しようとしたがそれすら中断された。あだ名は「アメリカンドリーム」（命名したのは前田だが、全く使われていない）。あまり目立たないが実力はあり、自分の名前を名乗ろうとした矢先に隣のクラスで起きたケンカを止めに行ってそのまま全員叩きのめしてしまったこともある。好物は肉全般であり、その執着ぶりは寿司屋ですら肉料理を頼むところに表れる。座右の銘は「渡る世間は鬼ばかり」。好きな音楽はTHE WHO。17巻では、バンチョーちゃんの着ぐるみを奪って人気を得ようとしたが、気ぐるみが暑すぎてすぐに断念した。子分ではあるが、北斗が一時期忘れ去られて出ていなかった時期があり、彼の方が物語全般に出ている。
マサ
声 - 志村知幸 / 演 - 加藤知宏
神山たちのクラスメート。上記以外のメンバーがエキストラ的扱いをされやすい本作において名前が判明している数少ないキャラクター。ゴツい外見ゆえに相手が勝手に委縮してケンカを売ってこないため、今まで一度も喧嘩をしたことがなく、自分でも喧嘩の実力が分からない。このため、中学時代は「不戦勝のマサ」というあだ名をつけられた。入学初日、神山が落とした鉛筆を食べて彼を驚かそうとしたが、逆に彼のペンケースの中の鉛筆（実写版ではそれに加えて定規、さらに墨汁まで）全てを食べさせられた。さらに実写版では神山に一日の喫煙量を聞かれた際に「2箱は吸う」と発言したため、タバコ2箱分を一度にすべて吸わされ、口でくわえきれない分は鼻や耳に突っ込まれるなど、かなりひどい目に遭っている。その後、実写版では全編を通して登場したが、原作やアニメではほとんど登場しなかった。
平井 健（）
声 - 菊池正美
通称「ダブリの平井さん」。神山たちが入学する前に麻疹にかかり、単位不足で留年した生徒。それゆえ話し相手がおらず、話し相手を探しているが、話すことは説教臭い。しかし日々パシリにされる神山に助言したり、自分が留年しているために他の生徒が留年しないかを気を遣うなど、人情家な一面もある（ただし神山の時は好物のコンブアメを買いに行かせている）。ヒゲが濃い。2話登場したものの、いずれもヒゲの感じが違う。座右の銘は「座って半畳、寝て一畳」。
田中 牧男（）
声 - 鈴村健一 / 演 - 秋山竜次
クラスの不良たちからパシリにされている小心者。しかし一応は不良らしく、1巻で絡まれてパシリをさせられようとした時に、自分の代わりに引き受けてくれた神山にドサクサにまぎれて自分までピザまんといちごミルクを注文した。インターネット上では荒らしと化し、掲示板でマニエル高の藤本貴一を煽りに煽った結果、お互い誰だかも分からないはずなのに偶然路上ですれ違った藤本に殴り倒された。特技は自作パソコン。尊敬する人物はビル・ゲイツ。映画ではロバートの他のメンバーと共に「田中くんたち」とされている。
西（）
クロ高1のバカとして紹介されており、ゴリラをクロ高生として扱うことが適当かどうかという問題を取り沙汰された際の比較対象にされた。学校へ週1回しか登校せず教科書を読んだこともないばかりか席に座った記憶すらなく、「校歌」という単語も知らない有様であった。そうして彼のバカさを基準とした結果として「高校生の資格は自分の名前が書けること」という結論が神山によって出された。

#### クロマティ四天王
2年生（15巻から3年生に進級）。四天王で4人のはずだが、なぜか5人いる。全員メイク（ロックバンドKISSとグレート・ムタ）をしている。「ロックとワルの融合」をテーマに常に会議をしている（はずだが、そのうちに会議自体が目的化している）。共通の趣味はサウナ。共通の好きな飲み物はボンズホワイトクレンジング。17巻ではメイクを落とした素顔の状態で登場した。5巻では足だけのコマで作者が間違えて足を1本多く描いてしまっている。
伊賀 勝（）
声 - 鳥海浩輔
四天王のリーダー。愛称イガちゃん。かなり自己中心的な性格で周りの人間を信じず、自分が一番大切だと思っている。ただし他のメンバーを喧嘩や溺れている所から助けたり、メンバー解散の危機に陥った際に新メンバーを即座に用意することもある。好物はリンゴジュース。
福富 功男（）
愛称トミー。四天王の中で常識人な性格であるが、それゆえに目立ちたがりのレッテルを張られたり、酷い目にあっている。
百合ヶ丘 新（）
愛称ユリー。中の人がよく入れ替わる（斉藤と名乗る別人が入ったり、代わりに1年生がメイクしていたりする）。後に相撲部に在籍。
民山 次郎（）
愛称タミー。四天王の中で一番冷静、議論で収拾が付かなくなった際アイデアを出し解決（？）に導く。無口で前に出ない性格のため、伊賀の独断で会議の際に実のある発言をしないと減点されるポイント制になった時も減点対象にならなかった（他のメンバーは失言を犯している）が、名前すら忘れ去られるほど影が薄くなっていただけだった。滅多に顔に出さないが、伊賀の身勝手には振り回される立場ではある。
能智 雅宏（）
愛称なし。迫害されたり、1年生にシカトを受けている。四天王の中では伊賀に次いでタチの悪い所があり、自分だけ伊賀に気に入られようとしているかのような素振りを見せることがある。顔のメイクの字は度々変わる。

#### クロマティ高校上級生
高橋 秀樹（）
2年生→3年生。ケンカが強く、仲間想いで度量も広い、まさに完璧な男であるが、なぜか頭部に2本の触角が生えたカチューシャのような物（通称“アレ”）を着けており、それを着けていないと気分が悪くなる。1本は林田が失くしたため、一時期一本型をつけて登場したが後に元に戻る。また、完璧な男とは言っても、前田に言わせれば「所詮クロマティの生徒」らしく、その能力には限界があると考えられている。猫舌。好きな言葉は「画竜点睛」。

#### クロマティ高校下級生
伊東 海（）
新1年生。その外見からゴリラとよく間違えられるということで落ち込んでいる。そのために一時期学校に来なくなった。伊東が松田に拉致されてさらわれたという事件で教室がどよめいている中、なぜか当の伊東は普通に教室で弁当を食べており、さらわれたのは実は伊東ではなくゴリラだった。そのため「松田にさらわれた伊東（ゴリラ）を伊東が助けに行く」というおかしな構図が出来上がってしまった。
松田 修作（）
新1年生。その巨体と桁外れの腕力・凶暴さで、「人間山脈」として恐れられている。この男もゴリラと伊東をよく間違え、伊東と間違えてゴリラを襲撃したことがある。新1年生の中ではバンチョーちゃんを快く思っていない。
吉江 豊作（）
新1年生。伊東の男気や武勇伝に惚れ込み、彼を中心とする派閥についた男。松田に対し過去の恨みがあるらしく、伊東の下で松田に対抗しようとしている。しかし伊東とゴリラの見分けはできず、ゴリラに向かって忠誠を熱く語っていた。椎茸が苦手。
安藤 洋司（）
新1年生。吉江と同じく、伊東を中心とする派閥についた男。唯一、伊東とゴリラの区別がつく、稀有な存在である（それでも若干考える時間が必要）。クールな佇まいだが、四天王の民山よりは狼狽しやすい所がある。
バンチョーちゃん
ある日から転入してきた新1年生。学帽をかぶり四角いが可愛らしいクマの着ぐるみを着ている。見かけによらず、ケンカが強く、足が速い。会話はほとんど紙に書いて筆談で行う（時に耳打ちする）。着ぐるみについて触れると怒る。中の人の正体は不明で、度々頭を持って行かれる。結局、中の人の正体は連載終了まで分からずじまいに終わった。何かと「フレディでは?」と思わせる描写はあったが、フレディと同じコマにいたり、17巻で北斗の子分に着ぐるみの体の部分を盗られた際、頭だけをつけてクロ高の制服で登場した。
『マガジンSPECIAL』に掲載された読切作品「がんばれクマちゃん」にも登場（こちらはのなーえいじがバイトで中に入っている）。

#### 相撲部関係
相撲部の部長
クロマティ高校相撲部の部長で、髪型は大銀杏を結っている。大会で相撲を取っているシーンはないが、バース学園高校の相撲部主将に唯一土をつけた男として実力はかなりの物らしい。一時期、神山のマジックショーのせいで異世界にワープした。
相撲部の副部長
クロマティ高校相撲部の副部長で、髪型は部長と違い普通にゴムらしき物で縛っているのみ。相撲の実力は人並み以上ある、「どすこい」が相撲で当たり前の掛け声（通常、取り組みや稽古で「どすこい」と言う機会はない）、力士は太っていた方が強いなど、相撲に対する知識は一般人と変わらない。椎茸が苦手。両国に対して間違った認識（市街地がちゃんこ料理屋ばかりの上、住人は全て力士）を持っている。稽古の甲斐あってデストラーデ高校の不良たちを軽くあしらうなど喧嘩に強い。

#### 映画部関係
映画研究会の部長
クロマティ高校の映画研究会の部長。黒肌にサングラスという外見。誠実かつ口調も丁寧で、「作品の人気を借りて」前田の作文を映画にしようとした。また海外ロケに行くといった高校生と思えない活動をしている。ゆで卵を10分で40個食べることができる勇者の映画を撮影した。
『さすらいの騎士』の主役の男
映画研究会のメンバーの一人。ゆで卵を10分で40個食べる場面のある映画に出演した。生徒たちはそれがどんな映画なのかで悩んだが、実際は単なる昼飯の場面でしかなかった。

#### 教職員
三谷 大介（）
クロマティ高校の教員。それまでシャープペンの芯は下から交換するものだと思っていたという。
教師は他に二人登場しているが、序盤において神山以外の生徒はその存在を知らず(フレディの教室ではテストのために教室に現れている)、さらに小説版ではクロ高生全員（神山でさえ）が、校長の名前どころか教師の存在自体を知らないことになっている。

### デストラーデ工業高校
山口 ノボル（）
声 - 風間勇刀 / 演 - 増本庄一郎
アフロが印象的な男。通称「沈黙の不沈艦」。デス高番格にして、暴走族「アース・ウインド・ファイヤー（アニメでは「アース・ウインド・ファイヤー・アンド・ウォーター」に改名）のヘッド。普段は無口というキャラで押し通しているが、実はとにかくお笑いにうるさい男であり、自分でも「誰よりもお笑いを愛している」と語る。ゆえに定例会や喧嘩に関わる話し合いの際にも1人黙々といかに笑いを取るかを考えつつ、下ネタに依存するなどのつまらないギャグを言った仲間に暴行を加えている。しかし、これが災いして仲間からは「山口はギャグやお笑いが大嫌い」と思われてしまっている。
「アジシオ太郎」というペンネームで投稿しているハガキ職人で、同じハガキ職人の神山を一方的にライバル視し、彼のどうでもいい言動をお笑いに関することだと思い込んではああだこうだと考え込むクセがあり、一時期お笑い芸人としてデビューするための神山をパートナーにしようと考えたこともった。が、彼の存在自体は神山の認識外にあるようだ。当のハガキ職人活動は番組を7本掛け持ちしており、彼にとって最大の楽しみである。
彼の特徴であるアフロも趣味や番格としての威厳ではなく、ウケを狙ってやっただけである。アニメでは山口の感情に合わせて動くように演出されている。また、先述のハガキ職人活動や定例会時のお笑い思想のほか、唐突に思いついたギャグを言いたいがためだけに番長の座を降りることを真剣に考えていたり、神山のハガキのネタを聞いて満足し、クロマティ高校との喧嘩さえ忘れて撤収してしまったり、「喧嘩が強いだけで番長をやっているが、そもそもそれが間違いだ」と認識しているなど、山口からしてみれば番長としての地位や喧嘩の強さ、クロマティとの抗争などどうでもよく、自身の趣味であるお笑いのほうがずっと大事だと思っている。彼の本当の目的はお笑い芸人になって客や視聴者をドッカンドッカン笑わすことである。
誕生日は11月23日。得意分野は旋盤・アーク溶接。尊敬する人物はバスター・キートン、オヒョイ、タモリ、さまぁ〜ずの眼鏡をかけていない方。好きな音楽はアース・ウインド・アンド・ファイヤー、ジミ・ヘンドリックス、クレイジーキャッツ。
コミックス16巻では、担当の間違いにより「バース高校」の生徒として表記されている（後にそれは間違いであると『週刊少年マガジン』の目次のコメント欄にて当時の担当より訂正があった）。
野中は漫画でテレビやお笑いを語ることを嫌っており、彼はメカ沢の次に嫌いなキャラと公言している。また彼を出すとベタが多いためインクの減りが早いと、アシスタントから言われたことがある。
石川 淳（）
声 - 上田祐司
山口とよく行動を共にする不良の一人。山口から安易に下ネタに走る傾向があったことや、ギャグセンスの違いから、よく殴られる。しかし、その天然さには山口も一目置くようになる。中尾が登場した時は自分も腹話術をするため、神山の薦めでデビット君（15万円）なる人形を購入したが、中尾に取られてしまった。
中尾 明（）
声 - 梅津秀行
新たにデス校No.2となった男。腹話術を得意としており、ミック君なる相棒（実はもう一体いる）がいる。中尾自身は無表情だが、ミック君はかなり血の気の多い性格。また、ミック君はあくまで一人として扱われており、腹話術と言うと山口に殴られる（被害者は石川）。
坂本（）
声 - 志村知幸
デス高1年。左目に傷がある。「喧嘩とは一番上にいる奴を抑えてしまえばそれで勝ち」という持論を持っており、クロ高を潰す案として発言したが、クロ高のトップ（竹之内）を知らなかったのに竹之内をシめればいいと同意してしまって怒鳴られる。しかし、山口は坂本の発言を一種のギャグだと勝手に思い込み、「自分のギャグセンスに気付いていないが、面白いギャグだった」と内心評価していた。
初登場時以後はたびたびモブキャラクターとして顔を出している。

### マニエル高校
藤本 貴一（）
声 - 志村知幸
マニエル高番格。強面で腕っ節が強く豪胆かつ非情で学校中の不良から恐れられている。しかし、見た目とは裏腹に実はパソコンに凝っており、インターネット上においてはネチケットをきちんと守り、非常に理知的かつ落ち着いた口調で書き込みをしている。学校と違い、ネットではいささか神経質で細かいことを気にしていたりする。ハンドルネームは「イレブンPM」。荒らしやメモリの取り付けに苦悩したり、オフ会でゴリラと出くわし困惑したり、「プラズマ戦記」という萌え系ノベルスにハマったり、恋愛相談のサイトを立ち上げたり、自作PCに手を付けようとして失敗したりと、クロ高の生徒ではないが連載後期では活躍が多い。サイトを立ち上げている割には、荒らしに対して注意を行う（ネチケットの観点から見て効果的な行為ではない）などネット上での立ち回りや行動が未熟に思える点もある。ネット上で遭遇したトラブルにイライラしている藤本の逆鱗に触れるようなことを生徒が口走り、最後のコマで生徒がワケもわからず藤本に殴られるのが定番となっている。
藤本貴一の付き人
声 - 内藤玲
藤本貴一がパソコンをやっている時に、無言で正座しているだけの男。髪型は金髪リーゼント。セリフは初登場の回以外全くなし。藤本には気にかけられているようだが、「こんな誰もいないところで話しても…」と言われる時もある。
島田（）
マニエル高の転校生でパソコンの経験がある。と言っても殆ど覚えたてのようなレベルで、素人相手に凄いと言われている島田に藤本は腹を立てている。が、藤本ができなかったメモリの増設ができたため、藤本は愕然とした。

### バース学園高校
瀬戸内 ジャクソン（）
声 - 梁田清之
バース高校1年生の番長。その腕っぷしの強さから“バースの破壊王”の異名を持つ。作中で唯一喧嘩で負けた場面の存在する番長である。作者は登場人物の強さの基準値にしていたらしいが、後期は不良と無関係な展開がほとんどのため、全く登場しない。好きな音楽はオアシス。
竹城 秋夫（）
声 - 家中宏
瀬戸内がその右腕として最も信頼するバース高校1年生のNo.2。「彼なくしてバースは動かず」とまで言われるほどの功績を持つ。 しかし、人の言うことを聞かず、細かいことを気にしすぎる癖がある。
横山（）
通称ヨッチャン。メカ沢が小学生6年の時の同級生。彼を通してメカ沢が話をつけてくるらしい。同級生に横山君と呼ばれているのでかなり信頼がある。
大山信夫（おおやま のぶお）
バース校相撲部部長。クロ高の部長とは「唯一土を付けられた」ライバル関係にある。クロ高との練習試合にてマスクド一人に5人抜きされて出番がなくなってしまった。

### その他の登場人物
山本 一郎（）
声 - 吉水孝宏 / 演 - 坂口拓
中学生の頃、神山がクラスメイトからたかられているのを助け、神山にいじめに負けない勇気をあたえた人物。頭の悪い山本が進路に悩んでいるとき、神山は恩人の山本のレベルに合わせて一緒にクロマティ高校を受験することを決意した。しかし、蓋を開けてみれば山本だけ不合格になってしまい、神山は一人クロマティ高校に入学するはめになった。また、映画版では不合格になった後に資金を貯め、たこ焼き屋を開いている。また、小説版では大手チェーン「シェー！寿司ぴあ」に就職し、寿司勝負に立ち会っている。原作では第1話以降の登場は無く、アニメでは彼の登場エピソードはカットされたが、ドラマCDに収録されている。座右の銘は「文武両道」。
前田母
声 - 林原めぐみ / 演 - 山本浩司
前田の母。無口。顔が同じであり、よく前田と間違えられる。曲がりなりにも女性なので、神山たちはおろかゴリラやフレディやバース高校の生徒からも恐れられている。林田とデートしたことがあり、そのことを知った前田が家出したエピソードがある。また、出演当初はソバージュパーマだったが、作品後期では（『課長バカ一代』登場時の）かんざしをつけた和風なヘアスタイルになっている。喫煙者。専業主婦かと思いきや、レンタルビデオ店でバイトをしていたこともある。得意料理はカレー。端役を除き、本作の唯一の女性キャラクターである。後に登場する前田の父も顔が同じで無口。アニメでは「ン」としか発言しておらず、映画版では顔が似ているという設定のため前田役の山本自身が一人二役を演じた（ただし登場は数秒のみ）。
『課長バカ一代』のキャラクター紹介では「出てくるだけで笑いの取れるキャラ」と書かれている。
プータン
声 - 檜山修之 / 演 - 遠藤憲一
バラエティ番組に登場する着ぐるみのキャラクター。何が面白いのか全くもって不明だが、なぜか国民的人気を獲得している。山口もその芸風を当初は嫌悪していたがいつの間にかファンになってしまう。中の人（中の人の芸名もプータン）の仕事に対する姿勢は非常に怠慢で、それが原因でフレディに着ぐるみを奪われた上にそのまま乗っ取られてしまったり、司会業に専念するようになり番組が終わったりしたが、立場を考え直し別な番組企画などで復活している。一時期、頭だけ着ぐるみで体はスーツ姿だったこともあったが、全身着ぐるみに戻っている。かつて、「中西トオル&ケイ太」と言う漫才コンビで活動しており相方とは別れたらしい。特技はタップダンス。尊敬する人物は荒井注。プータンの劇中においては、ボケ担当。
プータンの相棒
声 - 中村大樹 / 演 - 高知東生
名前は不明。プータンの劇中劇においての名称はメガネ、元は歌手志望だったらしい（入学案内より）。プータンを遊びに誘ったり、相談したりしているがいつも軽くあしらわれている。人気のあるプータンを快く思っておらず、フレディと入れ替わっても普通にネタ合わせをしプータンを降板させようとしたが、林田に着ぐるみを奪われる（取り返したかどうかは不明）。いつの間にか番組内容が変わって登場しなくなった。プータンの漫才コンビ時代の相方とは違うらしい。
メカ沢β
声 - かないみか
メカ沢新一の弟。サスペンダーを穿いていて「メカラッタ」としか喋らない。当初はメカ沢の半分くらいの背丈があったが、ゴリラに踏み潰されサトウ電気で修理されてからはかなり小型になる。その後も出て来るたびに何度か破壊されているが兄同様いつの間にか修理されている。メカ沢曰く弟の方が先に生まれた。つまり名前の「β」とはベータ版という意味である。
タバタくん
声 - 森訓久
神山の中学生時代のクラスメイト。簡単なタッチで描かれている。神山の思い出の中に顔だけ登場しただけだが、アニメ版では2頭身のまま実際に登場しており、「コーカク高校」という高校に進学している。また、なぜかタバタくんの周囲だけ背景が近未来都市になっており、足音も重苦しいものであった。また、神山にはヨシオくんというかつてのクラスメイトもおり（彼も簡単なタッチで描かれている）、アニメ版ではタバタくんと同じくコーカク高校へ進学している。神山曰く「中学の頃から頑張り屋だった」。
宇宙人
声 - 中村大樹、上田祐司
北斗の子分が名前を名乗ろうとした際に、クロマティ高校に突如落下した隕石から出現した2人組の宇宙人。口から背中にかけて管が伸びている。自己紹介をしようとするも、クロ校生から相手にされず、子分の紹介を聞こうとしたとたん、迎えが宇宙船が来て帰ってしまう。
医師
声 - 小林修
クロマティ高校に健康診断に赴いた老医師。メカ沢やフレディを診察して困惑し、「鬼やクマが出てきたらどうしよう、せめてゴリラなら…」と思っていたところにゴリラが出てきて安堵するものの、最後には納得いかずに屋上で聴診器を床に投げつけた。
サトウ電気店主
声 - 志村知幸
電気屋「サトウ電気店」の店主。医師に健康診断で精密検査を受診するように言われたメカ沢を修理した技術者。口調は荒っぽく、「機械をすぐ捨てる最近の若者」に辟易している。メカ沢は神山たちに彼を医者と思いこまされ、メンテナンスされ、初期化される。
『入学案内』によるプロフィールによれば、本名は佐藤敏男。年齢は56歳。松芝電気製品技術部に15年近く勤めて、現在に至ると設定された。電機業界では「その名を知らないものはモグリ」と言うほどで、日本電器店振興組合から秋葉原電気街への出店要請があるものの「手を広げるとロクなことが無い」と頑として譲らず、カムストック北商店街の大通りで地域密着型のサービスを手がけている。
マーキュリー
竹之内がアメリカ放浪中に出会った子分。フレディそっくりだが普通に喋っている。天涯孤独で日本は嫌いらしいが、日本の迷信やことわざを知っている。
城戸 治（）
声 - 入野自由
プータンの無名時代からのファンの少年。プータンのサイン会でフレディが代役をしており失望。その後、プータンの芸風が変わったことに抗議に訪れた。
貞治（）
声 - 内田文吾
キーオ峠の伝説の走り屋で、最速のスピードとテクニックを誇るが、バイクと化したメカ沢に乗った神山に追い抜かれショックで引退。素顔は不明。原作では漢字ではなくカタカナでサダハルと表記。
芳田 琢朗（） / 井野上 揚水（）
北斗軍団に所属している2人。現在は「悪魔コンビ」と名乗って東京の学校を荒らし回っている。隣の県の高校やバース高のトップの瀬戸内たち、マニエル高校の一部がやられたという情報がある。北斗がクロマティ高校に転入する半年前「東京の高校を全部潰せ」と命令し、その任務を実行している。半年前のコンビ名は「マッスルブラザース」。好きな音楽はフォークソング。共通の弱点は猫舌。
ゴリラ（2頭目・新ゴリ）
神山たちが富士の樹海で遭難した時に現れた、本作２頭目のゴリラ。頭に花をつけている。遭難した神山たちを街まで誘導して救ってくれた（しかしこの時、神山たちはこのゴリラをクラスメイトのゴリラ（豪ヒロミ）だと勘違いしていて、街に出て初めて別のゴリラだと気づいた）。
その後しばらくクロマティ高校に居座って、一時期はクラスの皆に1頭目（豪ヒロミ）が「旧ゴリ」、2頭目が「新ゴリ」と呼ばれるようになった。マンガでは初登場回含めて、神山たちに3度も旧ゴリと間違えられていた。
ゴリラ（3頭目）
神山たちが新ゴリを動物園に引き渡そうとした際に、誤って動物園から連れてきてしまったゴリラ。他の2頭に比べて頭の毛が多い。藤本のオフ会にも登場。
佐田 政志（）
声 - 土田大
北斗軍団のNo.2の実力を誇る男。冷酷なまでの戦いぶりから「地獄の料理人」と呼ばれ恐れられている。今は北斗軍団を乗っ取ろうとしている。すでに幹部の半分は佐田側についている。
中学時代も相当なことをして有名と言われる。詳しいことは一切不明だが、実家が肉屋だというのがわかっている。好きな音楽は「関白宣言」。
北斗に反旗を翻しながらも、焼肉屋で（北斗も含め）全員の肉を公平に分配するなど、細かい気遣いができる男でもある。
ゴリラ（4頭目）
佐田の初登場回で登場した4頭目のゴリラ。佐田がクロマティ高校のゴリラ（豪ヒロミ含め3頭）を味方につけた際に、誤って一緒に連れてきてしまった。
北斗家の執事
声 - 大木民夫
通称じいや。北斗が赤ん坊の頃からの面倒を見てきた執事。そのため「じいやの目は誤魔化せんな」と言われる程に北斗のことを良く理解している。林田によく似ていて、北斗は彼が林田の祖父ではと疑ったが、実際には全く関係が無かった。
アラちゃん
荒川に現れたアザラシ。クロ高の校庭にいたところを林田が拾ってきた。神山いわく「世間の目を逃れて来た」とされている。皆に可愛がられているが、他の生徒の見ていない所では自分の存在を否定する北斗に噛み付くという腹黒い一面も併せ持つ。彼自身は「アラちゃん」と呼ばれることを気に入っておらず「北斗くん」と呼ばれることを好んでいる。そのため自分の立場が危うくなった北斗は池で溺死させようとしたり、悪口を子分に書かせたり（背中に「僕はアザラシの北斗くん」、「北斗くんのケチ」）した。その後は姿を消してしまうが、ゴリラが川で魚を取っている時に再登場。ゴリラを背中に乗せて海を漂流しているところを発見される。鳴き声の「キュー」が「YES」で「キィキィ」が「NO」の意思表示であるらしい。
野中がタマちゃん騒動への嫌がらせと「可愛いから」と思いつきで出したキャラクターだが、後にタマちゃんが本当に荒川に来たため笑ったらしい。野中は本当に気に入っていたが、後に「アザラシのことすら忘れた」と担当がコメントを残している。
ケン
声 - 中村大樹
マスクド竹之内と共にクロマティ高校生徒の乗る飛行機をジャックしたハイジャック犯。マスクドのことは「アニキ」と慕う。ハイジャック以後、彼と別れしばらくの間行方不明になっていたが、突如マスクドの前に現れクロマティ高校に入学する。しかしキャラが立っていないとこの学校にいられないと言われ、以後は様々な姿（フレディ、メカ沢、高橋のアレ）を模索する。最後はバイキング風の角を生やした姿で登場し一躍人気になる。その後、彼の人気に業を煮やしたマスクドは素顔に蝶のアイマスクをした姿で登場したが誰一人として気づかなかった（素顔を覚えていない）。
アニメ版にも登場しているが、本名が明かされる段階まで話が進んでいないため、エンディングクレジットには「相棒ジャック」と表記されていた。
朝倉 北男（）
クロマティ高校のすぐ近くにある喫茶店「南風」のマスター。開店以来20年間休まず営業し、20年近くクロ高のワル相手に商売を続けている。オヤジみたいなフレディをバイトに雇っている。45年生きているため、顔を見れば何を考えているかが分かる（覆面をしているマスクド竹之内の思考は分からなかった）。この店の紅茶の味は絶品だが、コーヒーはそれほどでもないらしい。
島野（）
北斗の小学生の頃の友人。北斗に付いており、軍団の制服を勝手に作ったりしているため一見煙たがられているように見えるが、川でおぼれていたとき北斗に助けられた。北斗は子分を彼と勘違いしていた。
清水（）
前田の中学の後輩で、前田に憧れている。ただし前田と母親を間違えていた。
福井（）
清水の中学違いの連れ。清水と違い前田を軽蔑していたが、ヤクザに絡まれた所を助けられてからは態度を改める。
清水と福井が登場したエピソードの最後では2人の名前が入替わってしまっている。
ガリ
林田が行き着いた地下帝国に住むサル。林田を「カイツ（“希望の光”を意味するらしい）」と呼び、他のサルたちと共に救世主として信じ行動を共にしていた。林田と別れる際、ガリはただのニックネームで本名は「カミヤマ」であることが発覚。
ライザー
林田が行き着いた地下帝国の将軍。林田と共にポプロキスマウンテンに眠る「稲妻の剣」を探す。必殺技は「死の奥義」。
「アイツ」
本名不明。地下帝国に50年に一度出現する伝説の悪魔とされる。その正体はかつて3人目の救世主（林田は4人目）に選ばれた人間であり、殺戮や人工災害によってサルの数をコントロールしていた。従兄弟がクロマティ高校の生徒だが詳細は不明。
林田 一郎（）
林田の兄。K社という出版社で漫画雑誌の副編集長をしている。神山のおかしな発言を真に受けて会議で提案し、後悔したことがある。
ピョコラ・アナローグ三世
アニメ版第2話の冒頭に楽屋ネタで登場。本編中は何故か神山高志として登場するが、キャストテロップにはピョコラ・アナローグ三世での出演になっており、担当声優も本家の林原めぐみ。
マコト
峠で最強と言われる暴走族のリーダー。峠道を自転車で走る竹之内 を叩きのめそうとするが、竹之内 の目つきに恐怖を抱いて逃走し（他の仲間は全員竹之内 にボコボコにされてしまった）、それがきっかけで族のリーダーを引退する。族の仲間にとっては頼もしい存在であり、引退後でも多くの子分たちから慕われていた。
谷川（たにがわ）
マコトが率いる暴走族の一員。以前からマコトのことが気に入らなかったらしく、マコトがリーダーを引退することに対して何の躊躇いも抱いてなかった。マコトが引退してからは、自身がリーダーの座を手に入れるための手段として、暴走族を倒した竹之内 を叩き潰そうと計画する。
「あの男」
谷川が竹之内 を倒すために送り込んだ刺客。本名は不明。常時無表情で、何が起きても全く表情を変えない。素手で車の窓ガラスを突き破るほどの怪力の持ち主で、クロマティ高校の学生を次々に倒していった。
その後は竹之内 が乗ったロードローラーにバイクを潰されたり、2度もバイクの盗難に遭った。

## 登場する学校名
- 東京都立クロマティ高校
  - 1923年創立の東京府立第四十九中学校（初代校長 水原茂之進）が前身、との設定。実在はしない。
- 都立バース高校
- 都立デストラーデ工業高校
- 都立マニエル高校
- バナザード高校
- 私立レジースミス高等学校
- ブーマー高校

## 用語説明
クロマティ高校
日本一の不良高校。入学試験では引き算さえできれば合格でき（名前を書いただけでとも言われている）、歴史上大学に進学できた卒業生は一人しかいないことから日本一のバカ学校とも言える。部活動も弱小を極め、野球部が2回戦進出を果たしたことが最高成績として沿革に紹介されている。教育理念は「いつ何時、誰の挑戦でも受ける」とアントニオ猪木の理念が使われている。過去に火災や隕石などで3度校舎が全壊した。映画版では7度全壊している。
バース高校
東京府立第四十四中学校が前身で、クロマティ高校のライバル校であり長年の因縁があるらしい。この因縁を伝統の一戦と呼び、バックスクリーン3連発などの数々の伝説が残されている。教育理念は「義侠心」だが、生徒たちが読めないのが悩みの種。当初2年生はクロマティ高校に対し腰が引けるため、1年生からはあまり信頼されていないようだが、上下関係に厳しいという伝統があることから口出しできないらしい。常にNo.2の座に甘んじていたが、最近はデストラーデ高校に押されNo.3となっている。また相撲部はある程度の強さが認知されていたらしいが、クロ高のマスクド竹之内にあっさり5人抜きされてしまった。ブラスバンド部が都大会で1回準優勝したのが自慢。
デストラーデ工業高校
クロマティ高校、バース高校より歴史の浅い新設校。工業高校なので前記の2校よりは就職率が高い。機械科・電気科のほか、2つの工業関係の科がある（専攻科は不明）。教育理念は「友情・努力・旋盤」（『課長バカ一代』で野中は工業高校の機械科にいて、同期の友人と旋盤の話で盛り上がったことが描かれている）。体育祭はバイオレンス度が高いことで有名で、近所の住民の年に1度のお楽しみらしい。中でもアーク溶接騎馬戦は、この高校独自の種目であり、最も危険度が高く、毎年たくさんの生徒が「病院送り」や「警察送り」となる。
当初は「ブライアント工業高校」となるはずだったが、作者の野中が「実在する会社があったらどうしよう」と悩んだ挙句、担当と大人気ないケンカの末にデストラーデになったが、作者の野中はデストラーデには素直に納得した。
マニエル高校
上記の3校とは少し離れた地域にある高校であり、その3つの高校よりは偏差値が高いとのことである。バス通学の生徒が多く新入生の減少が問題になっているらしいが、ストーリーが進むにつれて存在感を増していった。通学時間にはバスがマニエル高校の生徒たちで占拠され、知らずに停車ボタンを押そうものなら、機嫌の悪いマニエル高の生徒に瞬殺される。このバスは通称「マニエル護送車」と、近隣住民から畏怖されている。
北斗家
江戸末期に漬物屋として躍進し、現在も日本を代表する大企業のトップ。系列に銀行や出版社、学校運営など手広く行っている。金持ちなので家がいっぱいあるらしい。
ほのぼの爆笑コメディ プータン
TV番組。序盤の内容は、プータンとその相棒がくだらない会話をするだけ（しかも話の内容が読めてこないうえ、相棒がプータンにあしらわれるだけで終わり、という回もある）で、次回も「来週くらい」と表記されるなど、構成はかなりいいかげんなのだが、なぜか人気は高く視聴率もかなりいいらしい。最初は劇中劇を行っていたが次第に普通のバラエティ番組に変わったらしい。かつて漫才師として人気だったが、解散後ピンで行き詰った芸人がたどりついた芸風「プータン」としての冠番組であった。一時期は全国区での人気を果たすが、いつのまにか人気が低迷し打ち切りになった。開始当初はSFモノだったという。
アニメ版ではプータンが放送できない回に「ゲロタン」というアニメ番組が放送されたこともあった。
地底帝国
林田が落ちたマンホールの先に存在したサルの国。歴史上何度も起こっている災害に立ち向かうモヒカン頭の救世主を常に追い求めていたが、実際には食糧不足などの問題を防ぐためにサルたちの数を調整するために災害を起こす役割であった。林田の奮起により前の救世主が災害を起こせなくしたため、その後は不明。また、メカ沢も迷い込んでいたが、エネルギー切れにより置いていかれた。

## 書誌情報

### 単行本
- 野中英次 『魁!!クロマティ高校』 講談社〈講談社コミックス〉、全17巻
  1. 「黎明編」2001年2月14日発売[10]、ISBN 4-06-312942-X
  2. 「登校偏」2001年7月13日発売[11]、ISBN 4-06-312998-5
  3. 「プロ野球編」2001年11月14日発売[12]、ISBN 4-06-313048-7
    - 「限定版」同日発売[13]、ISBN 4-06-330144-3

  4. 「番外編」2002年5月15日発売[14]、ISBN 4-06-363110-9
    - 「限定版」同日発売[15]、ISBN 4-06-362011-5

  5. 「天使編」2002年9月13日発売[16]、ISBN 4-06-363149-4
  6. 「零点・家出編」2003年2月14日発売[17]、ISBN 4-06-363204-0
  7. 「悲願熱涙編」2003年9月13日発売[18]、ISBN 4-06-363287-3
  8. 「回天編」2003年11月17日発売[19]、ISBN 4-06-363310-1
    - 「限定版」同日発売[20]、ISBN 4-06-362026-3

  9. 「風雲偏」2004年3月17日発売[21]、ISBN 4-06-363344-6
  10. 「四面楚歌編」2004年7月15日発売[22]、ISBN 4-06-363399-3
  11. 「あすなろ編」2004年11月17日発売[23]、ISBN 4-06-363448-5
  12. 「不死鳥編」2005年2月17日発売[24]、ISBN 4-06-363483-3
  13. 「打撃・走塁編」2005年6月17日発売[25]、ISBN 4-06-363538-4
  14. 「刑事編」2005年8月17日発売[26]、ISBN 4-06-363561-9
  15. 「危機一髪編」2005年11月17日発売[27]、ISBN 4-06-363594-5
  16. 「転職ノウハウ編」2006年3月17日発売[28]、ISBN 4-06-363638-0
  17. 「完結編」2006年7月14日発売[29]、ISBN 4-06-363690-9
- 野中英次（原作） / 井野壱番（作画） 『クロマティ高校 職員室』 講談社〈講談社コミックス月刊マガジン〉、既刊2巻（2019年10月17日現在）
  1. 2019年3月15日発売[30]、ISBN 978-4-06-515006-1
  2. 2019年10月17日発売[31]、ISBN 978-4-06-517516-3

### 小説
- 増本庄一郎（著） / 野中英次（イラスト） 『小説 魁!!クロマティ高校 〜それから〜』 2007年6月13日、講談社〈KCノベルス〉、ISBN 978-4-06-373305-1

### ガイドブック
- 『魁!!クロマティ高校 入学案内』2003年4月15日発売[32]、ISBN 4-06-362024-7

### 絵本
- 『メカざわくん』 2004年3月17日発売[33]、ISBN 4-06-364558-4
- 『メカざわくんdeus 〜メカざわくんとベータくん〜』 2004年11月17日発売[34]、ISBN 4-06-364605-X

## 関連作品
- 課長バカ一代 - 多くのキャラクターは元々この漫画に出ていたキャラクターが改名したもの。
- メカ沢くん - 『コミックボンボン』にて連載。本作の登場人物であるメカ沢のスピンオフ作品。著者はダイナミック太郎。

## アニメ
テレビ東京系列 (TXN) で全26話が放送された。テレビ東京では2003年10月3日から2004年3月26日まで放送。原作8巻までに収録されたストーリーの一部がアニメ化された。

### 特徴
当時のテレビアニメとしては異例の15分アニメであった。1回の放送で原作の約3話分を放送していた。特に第1回は神山の入学エピソードなどが「詳しくは漫画を読んでいただこう」「漫画を読めばわかる」と大胆に話をカットし、設定説明が詰め込まれていた。また第1回と第2回は一部ストーリーが重複している。毎回、オープニングの前に「前略、テレビの前の視聴者様。このアニメに出てくる奴等は不良です。だから決してこのアニメの真似はしないでください。」と神山が注意を促すシーンが挿入されていた。この神山のナレーションは1話のみ抑揚の強いバージョンで、それ以外の回は普通のしゃべり方になっている。
ナレーションは毎回異なった声優が担当したが、回によってはナレーションが存在しない回もある。

### アニメの独自設定
桜井弘明が同時期に監督をしていたアニメ『デ・ジ・キャラットにょ』のキャラクターが特別出演している（逆に『デ・ジ・キャラットにょ』で、でじこがメカ沢の着ぐるみを着ていた）。
神山の中学時代の親友・タバタくんは「コーカク高校」という『攻殻機動隊』との関連性を思わせる高校に進学した。
原作では曲名が判明しなかった林田たちのうろ覚えの歌が、オープニング曲を歌っている吉田拓郎の「人間なんて」になっている。
年齢などによる配慮やギャグの一環として、神山以外のクロ高生の行動の一部が変更されている。
- タバコを咥える代わりにスライム状の謎の物体が乗った棒を咥えている。
- 酒を飲むシーンが他者のセリフによって分からないようになっている。
- セリフの「殺す」を「ころがす」、「タバコ」を「ゲタバコ」「タバスコ」、「クスリ」を「体に悪いこと」に変更。

これ以外にもパチンコやナイフなどを使用したシーンも描写が変更されている。

### 製作スタッフ
- 原作 - 野中英次
- プロデューサー - 小林教子、西沢正智
- 企画プロデューサー - 森山敦
- キャラクターデザイン・総作画監督 - 音地正行
- メカデザイン - 竹内敦志
- 美術監督 - 吉原俊一郎
- 美術設定 - 平沢晃弘
- 色彩設定 - 土井和
- 撮影監督 - 古川誠
- 編集 - 濱宇津妙子
- 音響監督 - なかのとおる
- 効果 - 野崎博樹
- 音楽 - 須磨邦雄
- 監督 - 桜井弘明
- 製作 - テレビ東京、Production I.G

### 主題歌
オープニング「純」
作詞・作曲・編曲・歌 - 吉田拓郎
エンディング「トラスト・ミー」
作詞・作曲・編曲 - 須磨邦雄 / 演奏 - 美狂乱
エンディング（19回・23回）「クロマティ高校校歌」
作詞 - 中旗潔 / 編曲 - 水谷公生 / 作曲・歌 - サンプラザ中野

### 各話リスト
「サブタイトル」と「脚本」の名義は特になし。「放送日」はテレビ東京の基準。
| 話数   | 絵コンテ          | 演出     | 作画監督          | ナレーション        | 放送日         |
| ------ | ----------------- | -------- | ----------------- | ------------------- | -------------- |
| 第1話  | 桜井弘明          | 畑中雅彦 | 石井明治          | 若本規夫            | 2003年 10月3日 |
| 第2話  | 釘宮洋            | 湖山禎崇 | 大久保徹          | -                   | 10月10日       |
| 第3話  | 山川吉樹          | 高橋順   | 東出太            | -                   | 10月17日       |
| 第4話  | 湖山禎崇          | 湖山禎崇 | 南伸一郎          | 中江真司            | 10月24日       |
| 第5話  | 東出太            | 鎌倉由実 | 波風立流          | 立木文彦            | 10月31日       |
| 第6話  | 桜井弘明 小倉陳利 | 高橋順   | 石井明治          | 石塚運昇            | 11月7日        |
| 第7話  | 湖山禎崇          | 湖山禎崇 | 窪田康高          | 大地丙太郎          | 11月14日       |
| 第8話  | 釘宮洋 桜井弘明   | 森脇真琴 | 増谷三郎          | 小林修              | 11月21日       |
| 第9話  | 釘宮洋 桜井弘明   | 畑中雅彦 | 南伸一郎 波風立流 | -                   | 11月28日       |
| 第10話 | 桜井弘明 政木伸一 | 高橋順   | 石井明治          | 大森章督            | 12月5日        |
| 第11話 | 湖山禎崇          | 湖山禎崇 | 窪田康高          | -                   | 12月12日       |
| 第12話 | 山川吉樹          | 鎌倉由実 | 増谷三郎          | -                   | 12月19日       |
| 第13話 | 釘宮洋            | 森脇真琴 | 大久保徹          | 太田真一郎          | 12月26日       |
| 第14話 | 奈須川充          | 高橋順   | 南伸一郎 奈須川充 | -                   | 2004年 1月9日  |
| 第15話 | 湖山禎崇          | 湖山禎崇 | 石井明治          | -                   | 1月16日        |
| 第16話 | 金子伸吾          | 畑中雅彦 | 大久保徹          | 田中信夫            | 1月23日        |
| 第17話 | 金子伸吾 湖山禎崇 | 鎌倉由実 | 増谷三郎          | 安井邦彦            | 1月30日        |
| 第18話 | 釘宮洋            | 高橋順   | 窪田康高          | -                   | 2月6日         |
| 第19話 | 山川吉樹          | 高橋順   | 南伸一郎 奈須川充 | 中村秀利            | 2月13日        |
| 第20話 | 奈須川充          | 森脇真琴 | 石井明治          | 土田大              | 2月20日        |
| 第21話 | 湖山禎崇          | 湖山禎崇 | 窪田康高          | -                   | 2月27日        |
| 第22話 | 釘宮洋            | 畑中雅彦 | 奈須川充          | -                   | 3月5日         |
| 第23話 | 湖山禎崇          | 鎌倉由実 | 大久保徹          | 銀河万丈            | 3月12日        |
| 第24話 | 山川吉樹          | 湖山禎崇 | 奈須川充 南伸一郎 | キートン山田        | 3月19日        |
| 第25話 | 錦織博            | 高橋順   | 石井明治          | 大塚明夫            | 3月26日        |
| 第26話 | 桜井弘明          | 畑中雅彦 | 大久保徹 窪田康高 | 来宮良子 大地丙太郎 | 3月26日        |

### 放送局
データはProduction I.G公式サイトからの参考。テレビ東京のアニメ公式サイトにはなぜかテレビせとうちでの放送日時が「毎週火曜日」と記されている。
| 放送対象地域   | 放送局         | 系列           | 放送期間                      | 放送日時                     | 備考   |
| -------------- | -------------- | -------------- | ----------------------------- | ---------------------------- | ------ |
| 関東広域圏     | テレビ東京     | テレビ東京系列 | 2003年10月3日 - 2004年3月26日 | 金曜 1:00 - 1:15（木曜深夜） | 製作局 |
| 愛知県         | テレビ愛知     | テレビ東京系列 | 2003年10月8日 - 2004年3月31日 | 水曜 1:28 - 1:43（火曜深夜） |        |
| 大阪府         | テレビ大阪     | テレビ東京系列 | 2003年10月8日 - 2004年3月31日 | 水曜 2:05 - 2:20（火曜深夜） |        |
| 福岡県         | TVQ九州放送    | テレビ東京系列 | 2003年10月8日 - 2004年3月31日 | 水曜 2:45 - 3:00（火曜深夜） |        |
| 北海道         | テレビ北海道   | テレビ東京系列 | 2003年10月9日 - 2004年4月1日  | 木曜 1:30 - 1:45（水曜深夜） |        |
| 岡山県・香川県 | テレビせとうち | テレビ東京系列 | 2003年10月10日 - 2004年4月2日 | 金曜 1:55 - 2:10（木曜深夜） |        |

## 映画
2005年7月23日に『魁!!クロマティ高校 THE☆MOVIE』と題して公開された。
本作に対し、元プロ野球選手のウォーレン・クロマティが無断で名前を使用されたとして、公開中止を求めて提訴した。字幕でクロマティ本人とは無関係である旨を表示することで仮処分申請は取り下げられた。クロマティは配給会社と原作を連載している講談社を相手に、損害賠償を請求する民事訴訟を起こして争う構えを見せていたが、その後については不明。なお、同様に名前を使われた球界のランディ・バースやオレステス・デストラーデにも損害賠償の民事訴訟の引き込みをしたが、バースには「子供じゃないんだから」と笑われて、デストラーデに至っては「今でも俺たちを日本のファンが覚えているだけ、いいじゃないか」と全く2人に相手にされなかった。その後、「週刊ポスト」が取材を行ったところ、バースには「そういえば彼がそんなことをいってたような気がする。でもそんな騒ぎになってるなんて全然知らなかった。そんな話より...」と別の話を振られ、デストラーデには「それはどんな漫画なのか、ちょっと見てみたい。でも、彼のように法的手段に訴えるつもりはないよ」と騒動には無関心であった。

### 特徴（映画）
前半は原作を基にしたギャグ展開であるが、後半は北斗が咄嗟に付いた嘘から結成された「地球防衛隊」が、地球を支配しようとする宇宙猿人ゴリに乗っ取られたクロ高を取り戻そうとするオリジナル展開になった。
宇宙猿人ゴリは特撮ヒーロー番組の『スペクトルマン』の悪役である。また、阿藤快が地球防衛隊のメンバーとして本人役で出演しているほか、松崎しげる、橋本真也も本人役で出演している。なお、橋本は映画の公開を目前に控えた2005年7月11日に急逝したため、本作が遺作ともなった。
喫煙シーンの差し替えなどは無い。
オープニングでクロ高はすでに6回全壊したことになっている。

### 製作スタッフ（映画）
- 監督 - 山口雄大
- 脚本 - 増本庄一郎
- 構成 - 板尾創路
- 音楽 - 大森俊之
- アクション監督 - 下村勇二
- ポストプロダクション - NTTメディアラボ
- 製作総指揮 - 大月俊倫
- 企画 - 佐谷秀美、大崎正人
- プロデューサー - 鳥澤晋、中林千賀子
- 特別協力 - 講談社
- 制作協力 - ピー・プロダクション
- 製作プロダクション - スープレックス
- 製作 - キングレコード、クロックワークス、メディア・スーツ
- 配給・宣伝 - メディア・スーツ
- 主題歌 - 氣志團『RUN☆BAKURATEN☆RUN』

### 映画版オリジナルキャラクターの配役
- 宇宙猿人ゴリ（声） - 小林清志
- 阿藤快 - 阿藤快（本人役）
- 松崎しげる - 松崎しげる（本人役）
- 橋本真也 - 橋本真也（本人役）
- 原住民 - 椿鮒子

## ゲーム

### ゲームソフト
- 魁!!クロマティ高校（2003年2月20日、デジキューブ） - PlayStation 2専用ソフト。野球部を結成するために8人の部員を集め、部活に必要な用具を手に入れ、先にゴールに入ったプレイヤーが勝者となるすごろく式ボードゲーム。
- 魁!!クロマティ高校〜これはひょっとしてゲームなのか!?編〜（2004年3月4日、ハドソン） - PlayStation 2専用ソフト。ツッコミアドベンチャー。初回特典はメカ沢唐辛子入れ。

### ゲームアプリ
- ローゲードライブ（2003年、ハドソン）[43]
- クロ・バトル・マティ（2003年、ハドソン）[43]
- 魁!!クロマティ高校 〜メカ沢兄弟〜（2003年、スペースアウト）[44]
- 魁!!クロマティ高校（2006年、ナツメ）[45]
- 魁!!クロマティ高校 第二部 四角いジャングル（2006年、ナツメ）[45]
- クロ高 四角いジャングル〜マイルド（2006年、ナツメ）

## CDドラマ
- CDドラマアルバム「魁!!クロマティ高校」特別編（2004年2月4日、ランティス） - アニメ化されなかったエピソードや、オリジナルエピソードのほか、戦国や未来が舞台となる番外編などで構成。ナレーションは郷里大輔が担当。